# 210 TCN
Năm 210 TCN là một năm trong lịch Julius. 

## Sinh
Hán Huệ Đế Lưu Doanh

## Mất
- Doanh Phù Tô
- Mông Nghị
- Mông Điềm
- Tần Thủy Hoàng